# Schiffspapiere
Schiffspapiere sind die auf Schiffen ständig mitzuführenden Dokumente mit Angaben über das Schiff selbst, das Schiffsregister, das Flaggenzertifikat, die Schiffsführung, die Schiffsbesatzung sowie über die Ladung.
Zu den Dokumenten über das Schiff gehören unter anderem der Fahrterlaubnisschein, das Schiffsklasseattest, der internationale Schiffsmessbrief, Sicherheitszeugnisse für Bau und Ausrüstung, Zeugnisse für Funkkommunikationsmittel, Schiffszertifikat bzw. Flaggenzeugnis sowie das Freibordzeugnis (früher auch der Beilbrief). Zu Schiffsführung und Besatzung gehörende Dokumente sind das zu führende Schiffstagebuch, die Besatzungsliste, die Musterrolle sowie Gesundheitsatteste. Die Ladung wird durch Konnossemente, Manifeste und andere Warenbegleitpapiere dokumentiert.